# Lactura haplochroa
Lactura haplochroa is een vlinder uit de familie van de Lacturidae. De wetenschappelijke naam van de soort is voor het eerst geldig gepubliceerd in 1932 door Turner.